# Trigonostemon pachyphyllus
Trigonostemon pachyphyllus är en törelväxtart som beskrevs av Airy Shaw. Trigonostemon pachyphyllus ingår i släktet Trigonostemon och familjen törelväxter. Inga underarter finns listade i Catalogue of Life.